# Opatovice I
Pour les articles homonymes, voir Opatovice.
Opatovice I (en allemand : Opatowitz I) est une commune du district de Kutná Hora, dans la région de Bohême-Centrale, en République tchèque. Sa population s'élevait à 139 habitants en 2020.

## Géographie
Opatovice I se trouve à 10,5 km au sud de Kutná Hora, à 12 km au sud-ouest de Čáslav et à 65 km à l'est-sud-est de Prague.
La commune est limitée par Úmonín au nord-est, par Červené Janovice à l'est et au sud-est, par Zdeslavice, un quartier de Černíny, et Štipoklasy au sud, et par Černíny à l'ouest et au nord-ouest.

## Histoire
La première mention écrite de la localité date de 1344.

## Transports
Par la route, Opatovice I se trouve à 12,5 km de Kutná Hora, à 15 km de Čáslav et à 92 km de Prague.